# Dancing in the Rain

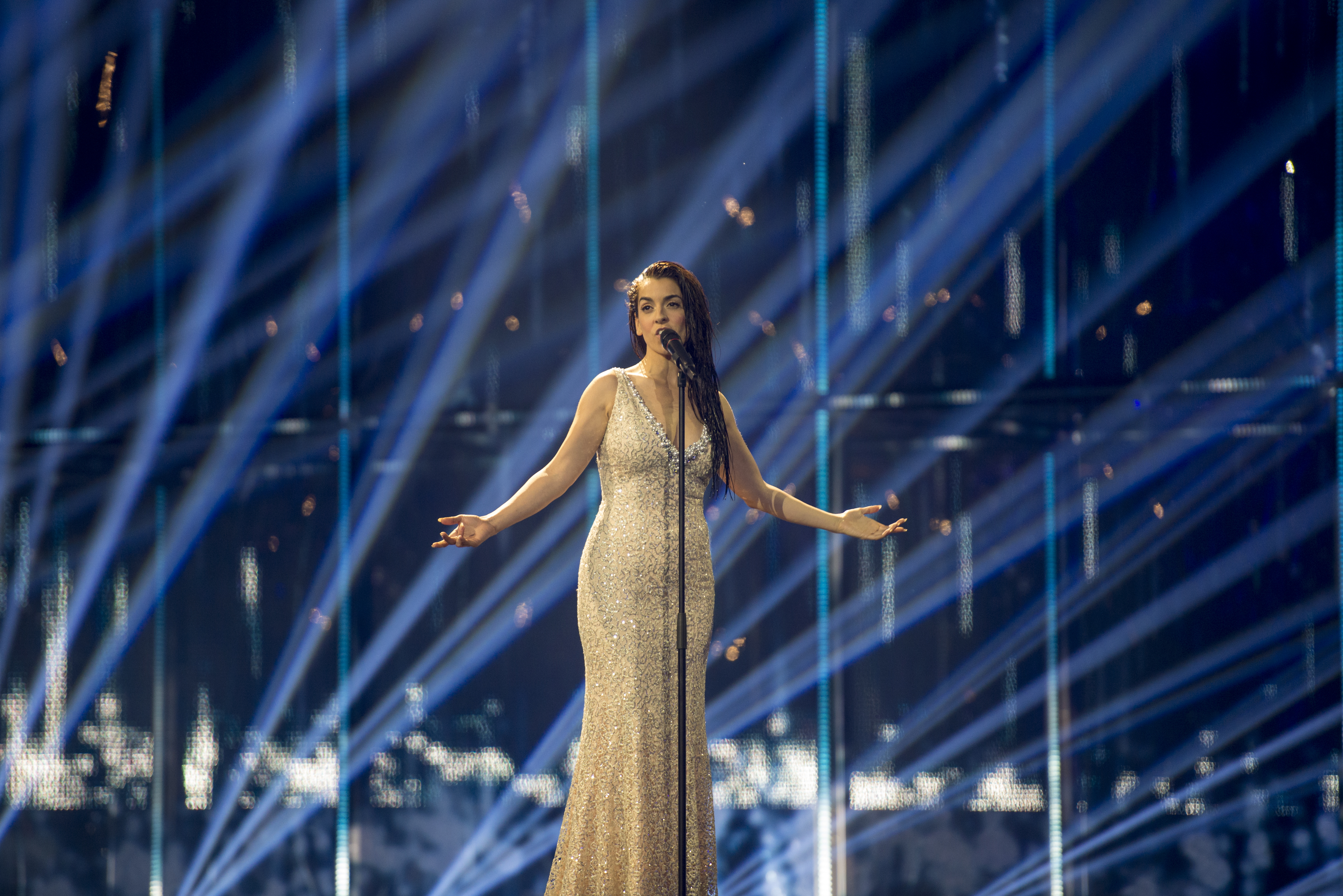
Ruth Lorenzo en la final de Eurovisión 2014

«Dancing in the Rain» es un sencillo de la cantante murciana Ruth Lorenzo, dentro de su primer álbum de estudio Planeta azul. La canción representó a Televisión Española (TVE) en el Festival de la Canción de Eurovisión 2014, quedando en 10.ª posición (de entre 26 países participantes) con 74 puntos empatada con Dinamarca (que ocupó la 9ª posición debido a la norma del concurso que dice que en caso de empate el país votado por más países es el que prevalece, siendo Dinamarca votada por 18 países y España por 17).
La canción se presentó en febrero de 2014 en la página oficial de RTVE, como candidata a representar a España en el Festival de la Canción de Eurovisión 2014, saliendo elegida como la representante definitiva el 22 de febrero gracias al apoyo de los telespectadores de TVE en la gala Mira quién va a Eurovisión. La canción está grabada en castellano e inglés y fue grabada en Madrid, Barcelona y Londres. 
Originalmente la canción fue compuesta en inglés e iba a ser el primer sencillo de su primer disco Planeta azul el cual aún no estaba en el mercado cuando iba a ser el Festival de la Canción de Eurovisión 2014 encontrándose en proceso de producción. Ruth no tenía pensado presentarse a la preselección española para ir al Festival de la Canción de Eurovisión 2014 y lo decidió en el último momento tras dejarse llevar por el cariño mostrado en las redes sociales. Es por ello que la canción ha sufrido varios cambios desde que se lanzó por primera vez, ya que la artista mostró un "esqueleto" del tema cuando decidió presentarla para la preselección de Eurovisión. En pocos días creó una versión en castellano para que todo el mundo entendiera el mensaje, no obstante el estribillo y algunos fragmentos se mantenían en inglés ya que si no la canción perdía musicalidad y ritmo. La segunda versión mejoró con unos arreglos más potentes y un coro, aunque seguía con la mayor parte en español. Esta versión fue la presentada en la gala y la que ganó la final nacional Mira quién va a Eurovisión
Finalmente, en el Festival de Eurovisión se decidió que sería cantada la mayor parte de la canción en inglés aunque con fragmentos en español para llevar el mensaje a toda Europa. Con el estreno del videoclip se lanzó una versión definitiva con la mayor parte en inglés y con muchos más instrumentos de cuerdas que dan a la canción una nueva dimensión.
Con esta canción Ruth quería transmitir un mensaje de fuerza y esperanza en un momento difícil basándose en su propia experiencia personal. Esta canción fue escrita en 2011, en un día lluvioso en Londres, después de que Ruth Lorenzo rompiera su contrato con EMI y tuviera que empezar de cero en el mundo de la música. Según sus declaraciones, se trata de "su peor momento en su carrera".
Para promocionarse Ruth creó un videoblog en la plataforma de YouTube donde iba mostrando el proceso de la grabación de Dancing in the Rain, así como conciertos en Londres o Ámsterdam presentándola.

## Listas
El sencillo alcanzó un enorme éxito. En España fue número 1 en iTunes y Top 5 en ventas oficiales y entró también en la lista de ventas oficiales de Reino Unido, Irlanda, Alemania, Austria y Suiza. 
Dancing in the Rain permaneció en las lista de ventas de Itunes de 29 países en la semana previa y posterior al Festival de la Canción de Eurovisión 2014. El 11 de mayo de 2014, tras celebrarse el festival, fue la 56 canción más descargada a nivel mundial en Itunes y la 40 a nivel europeo liderando esta última lista su amiga y ganadora Conchita Wurst.
| País            | Lista               | Posición más alta |
| --------------- | ------------------- | ----------------- |
| España          | Promusicae          | 5                 |
| Reino Unido     | UK Singles Chart    | 102               |
| Irlanda         | Irish Singles Chart | 75                |
| Austria         | Ö3 Austria Top 40   | 69                |
| Suiza           | Schweizer Hitparade | 69                |
| Alemania        | Media Control AG    | 54                |
| Europa          | iTunes              | 40                |
| España          | iTunes              | 1                 |
| Bielorrusia     | iTunes              | 1                 |
| Estonia         | iTunes              | 11                |
| Israel          | iTunes              | 12                |
| Suecia          | iTunes              | 16                |
| Malta           | iTunes              | 17                |
| Dinamarca       | iTunes              | 23                |
| Austria         | iTunes              | 32                |
| Grecia          | iTunes              | 33                |
| Luxemburgo      | iTunes              | 35                |
| Noruega         | iTunes              | 36                |
| Armenia         | iTunes              | 41                |
| República Checa | iTunes              | 41                |
| Suiza           | iTunes              | 41                |
| Portugal        | iTunes              | 48                |
| Irlanda         | iTunes              | 50                |
| Lituania        | iTunes              | 54                |
| Finlandia       | iTunes              | 60                |
| Países Bajos    | iTunes              | 63                |
| Reino Unido     | iTunes              | 68                |
| Alemania        | iTunes              | 74                |
| Rusia           | iTunes              | 82                |
| Bélgica         | iTunes              | 85                |
| Polonia         | iTunes              | 108               |
| Costa Rica      | iTunes              | 146               |
| Australia       | iTunes              | 178               |
| Eslovenia       | iTunes              | 190               |
| Italia          | iTunes              | 193               |
| Francia         | iTunes              | 312               |

## Versiones
Descarga digital
1. "Dancing in the Rain" – 2:59
2. "Dancing in the Rain (Official Eurovision 2014 - España)" – 2:52

Cahill Remixes EP
1. "Dancing in the Rain (Cahill English Radio Mix)" – 3:37
2. "Dancing in the Rain (Cahill English Club Mix)" – 6:30
3. "Dancing in the Rain (Cahill Spanish & English Radio Mix)" – 3:37
4. "Dancing in the Rain (Cahill Spanish & English Club Mix)" – 6:30